# Ladislav Hudec (fotbalista)
Ladislav Hudec (* 4. ledna 1957) je bývalý československý fotbalista, záložník. Po skončení aktivní kariéry působí jako trenér.

## Fotbalová kariéra
Hrál za Inter Bratislava. V československé lize nastoupil ke 257 utkáním a dal 19 gólů. V Poháru UEFA nastoupil k 9 utkáním a dal 1 gól. Za dorosteneckou reprezentaci k 17 utkáním, za juniorskou reprezentaci do 21 let nastoupil v 17 utkáních.

## Ligová bilance
| Ročník                                   | Zápasy | Góly | Minuty | Klub             |
| ---------------------------------------- | ------ | ---- | ------ | ---------------- |
| 1. československá fotbalová liga 1975/76 | 11     | 0    | -      | Inter Bratislava |
| 1. československá fotbalová liga 1976/77 | 25     | 1    | -      | Inter Bratislava |
| 1. československá fotbalová liga 1977/78 | 23     | 1    | 1838   | Inter Bratislava |
| 1. československá fotbalová liga 1978/79 | 27     | 5    | 2030   | Inter Bratislava |
| 1. československá fotbalová liga 1979/80 | 30     | 5    | 2638   | Inter Bratislava |
| 1. československá fotbalová liga 1980/81 | 29     | 2    | 2263   | Inter Bratislava |
| 1. československá fotbalová liga 1981/82 | 23     | 2    | 1728   | Inter Bratislava |
| 1. československá fotbalová liga 1982/83 | 27     | 2    | 2009   | Inter Bratislava |
| 1. československá fotbalová liga 1983/84 | 25     | 0    | 1800   | Inter Bratislava |
| 1. československá fotbalová liga 1984/85 | 17     | 0    | 1333   | Inter Bratislava |
| 1. československá fotbalová liga 1985/86 | 21     | 1    | 1694   | Inter Bratislava |
| CELKEM 1. liga                           | 258    | 19   | 17333  |                  |

## Trenérská kariéra
V sezóně 2012/13 vedl slovenský celek TJ Spartak Myjava. Tým vedl i v podzimní části Corgoň ligy 2013/14, v zimní přestávce byl poněkud překvapivě odvolán, neboť krátce předtím podepsal dlouhodobou smlouvu s Myjavou. Mužstvo bylo po podzimní části se 30 body na páté příčce ligové tabulky.